# پرواز شماره 261 خطوط هوایی آلاسکا
پرواز شماره ۲۶۱ خطوط هوایی آلاسکا یک هواپیمای مک دانل داگلاس MD-83 بود که در ۳۱ ژانویه ۲۰۰۰ در اقیانوس آرام سقوط کرد، تقریباً ۲٫۷ مایل (۴٫۳ کیلومتر؛ ۲٫۳ مایل دریایی) در شمال جزیره آناکاپا، کالیفرنیا، پس از یک فاجعه‌بار از دست دادن کنترل زمین، کشته شدن همه ۸۸ سرنشین: دو خلبان، سه خدمه کابین و ۸۳ مسافر. این پرواز یک پرواز بین‌المللی مسافربری برنامه‌ریزی شده از فرودگاه بین‌المللی ال آی سی. گوستاو دیاز اورداز در پورتو والارتا، جالیسکو، مکزیک، به فرودگاه بین‌المللی سیاتل-تاکوما در نزدیکی سیاتل، واشینگتن، ایالات متحده، با توقف متوسط در فرودگاه بین‌المللی سانفرانسیسکو در نزدیکی سانفرانسیسکو بود در کالیفرنیا توقف کرده است.
تحقیقات بعدی توسط هیئت ملی ایمنی حمل و نقل (NTSB) مشخص کرد که نگهداری ناکافی منجر به سایش بیش از حد و در نهایت خرابی سیستم کنترل پرواز حیاتی در طول پرواز شده‌است. علت احتمالی این است که "از دست دادن کنترل زمین هواپیما ناشی از شکست در حین پرواز رزوه‌های مهره ذوزنقه ای مجموعه جک اسکرو سیستم تثبیت کننده افقی ." خرابی رزوه به دلیل سایش بیش از حد ناشی از روغن کاری ناکافی مجموعه جک اسکرو توسط خطوط هوایی آلاسکا ایجاد شد. به دلیل تلاش‌های قهرمانانه خود برای نجات هواپیما، هر دو خلبان پس از مرگ مدال طلای قهرمانی انجمن خلبانان خطوط هوایی را دریافت کردند. این حادثه به عنوان الهام‌بخشی برای فرود تصادفی خیالی در فیلم پرواز در سال ۲۰۱۲ با بازی دنزل واشینگتن بود.